# 暮沼まみ
暮沼 まみ（くれぬま まみ、1988年7月8日 - ）は、愛知県出身の、日本の女性ファッションモデル。所属事務所はアリス・イン・ワンダーランド。

## 略歴
- 2009年 神戸コレクションモデルオーディション2009 グランプリ受賞
- 2010年 アサヒビールイメージガールに着任

## 出演
- ゴゴスマ -GO GO!Smile!-（CBC、2013年4月4日 - ） - 木曜日リポーター「暮らしのハッピーレンジャー」のコーナー担当